# Campeonato Mundial de Esqui Estilo Livre de 2021 - Aerials feminino
A prova do aerials feminino do Campeonato Mundial de Esqui Estilo Livre de 2021 foi realizada no dia 10 de março na cidade de Almaty no Cazaquistão. 

## Medalhistas
| Ouro             | Prata                 | Bronze          |
| Laura Peel (AUS) | Ashley Caldwell (USA) | Liubov Nikitina |

## Resultados

### Qualificação
Um total de 24 esquiadores participaram da competição.  As 12 melhores avançaram para a final. 
| Colocação | Bib | Ordem de salto | Nome                   | Nacionalidade            | Salto 1 | Salto 2 | Notas |
| --------- | --- | -------------- | ---------------------- | ------------------------ | ------- | ------- | ----- |
| 1         | 15  | 6              | Danielle Scott         | Austrália                | 93.76   |         | Q     |
| 2         | 8   | 8              | Liubov Nikitina        | Federação Russa de Esqui | 92.35   |         | Q     |
| 3         | 1   | 16             | Laura Peel             | Austrália                | 89.53   |         | Q     |
| 4         | 7   | 20             | Marion Thénault        | Canadá                   | 86.71   |         | Q     |
| 5         | 4   | 22             | Ashley Caldwell        | Estados Unidos           | 85.30   |         | Q     |
| 6         | 28  | 2              | Olga Polyuk            | Ucrânia                  | 83.47   |         | Q     |
| 7         | 6   | 10             | Emma Weiß              | Alemanha                 | 56.26   | 82.21   | Q     |
| 8         | 13  | 23             | Megan Smallhouse       | Estados Unidos           | 74.24   | 81.90   | Q     |
| 9         | 27  | 11             | Anastasiya Novosad     | Ucrânia                  | 52.87   | 81.90   | Q     |
| 10        | 14  | 18             | Zhanbota Aldabergenova | Cazaquistão              | 81.27   | 63.81   | Q     |
| 11        | 21  | 12             | Akmarzhan Kalmurzayeva | Cazaquistão              | 80.91   | 67.41   | Q     |
| 12        | 10  | 9              | Hanna Huskova          | Bielorrússia             | 80.04   | 80.01   | Q     |
| 13        | 25  | 4              | Alexandra Bär          | Suíça                    | 77.14   | 77.80   |       |
| 14        | 30  | 15             | Marzhan Akzhigit       | Cazaquistão              | 62.06   | 77.49   |       |
| 15        | 29  | 1              | Gabi Ash               | Austrália                | 77.14   | 74.97   |       |
| 16        | 11  | 21             | Carol Bouvard          | Suíça                    | 74.34   | 76.85   |       |
| 17        | 9   | 7              | Anastasiia Prytkova    | Federação Russa de Esqui | 75.69   | 61.11   |       |
| 18        | 26  | 13             | Naomy Boudreau-Guertin | Canadá                   | 67.04   | 74.82   |       |
| 19        | 20  | 14             | Nadiya Mokhnatska      | Ucrânia                  | 67.28   | 72.45   |       |
| 20        | 22  | 17             | Eseniia Pantiukhova    | Russian Ski Federation   | 72.10   | 64.67   |       |
| 21        | 17  | 19             | Dani Loeb              | Estados Unidos           | 55.39   | 68.98   |       |
| 22        | 16  | 5              | Iori Usui              | Japão                    | 61.48   | 62.14   |       |
| —         | 2   | 3              | Winter Vinecki         | Estados Unidos           | DNS     | DNS     | DNS   |
| —         | 24  | 24             | Ayana Zholdas          | Cazaquistão              | DNS     | DNS     | DNS   |

### Final
A final foi iniciada no dia 10 de março às 15h00. 
| Colocação         | Bib | Nome                   | Nacionalidade            | Final 1 | Final 1 | Final 1 | Final 2 | Notas |
| Colocação         | Bib | Nome                   | Nacionalidade            | Salto 1 | Salto 2 | Melhor  | Final 2 | Notas |
| ----------------- | --- | ---------------------- | ------------------------ | ------- | ------- | ------- | ------- | ----- |
| Medalha de ouro   | 1   | Laura Peel             | Austrália                | 84.21   | 90.63   | 90.63   | 106.46  |       |
| Medalha de prata  | 4   | Ashley Caldwell        | Estados Unidos           | 71.29   | 103.89  | 103.89  | 101.74  |       |
| Medalha de bronze | 8   | Liubov Nikitina        | Federação Russa de Esqui | 81.78   | 84.95   | 84.95   | 94.47   |       |
| 4                 | 15  | Danielle Scott         | Austrália                | 92.61   | 97.20   | 97.20   | 82.68   |       |
| 5                 | 10  | Hanna Huskova          | Bielorrússia             | 85.05   | DNS     | 85.05   | 79.69   |       |
| 6                 | 7   | Marion Thénault        | Canadá                   | 86.01   | 62.74   | 86.01   | 49.70   |       |
| 7                 | 13  | Megan Smallhouse       | Estados Unidos           | 82.21   | 77.14   | 82.21   | —       |       |
| 8                 | 14  | Zhanbota Aldabergenova | Cazaquistão              | 81.36   | 57.96   | 81.36   | —       |       |
| 9                 | 21  | Akmarzhan Kalmurzayeva | Cazaquistão              | 40.63   | 80.91   | 80.91   | —       |       |
| 10                | 28  | Olga Polyuk            | Ucrânia                  | 76.86   | 70.47   | 76.86   | —       |       |
| 11                | 6   | Emma Weiß              | Alemanha                 | 75.91   | 73.08   | 75.91   | —       |       |
| 12                | 27  | Anastasiya Novosad     | Ucrânia                  | 56.75   | 55.44   | 56.75   | —       |       |

Legenda
| Recorde mundial       | Recorde mundial (World record)               |                       | Recorde africano                      | Recorde africano (African) |                                           | Q | Classificado por posição (Qualified) |
| Recorde do campeonato | Recorde do campeonato (Championship record)  | Recorde da América    | Recorde da América (Americas)         | q                          | Classificado por melhor tempo (Qualified) |   |                                      |
| Melhor marca do ano   | Melhor marca do ano (World leading)          | Recorde asiático      | Recorde asiático (Asian)              | DNS                        | Não largou (Did not start)                |   |                                      |
| Recorde nacional      | Recorde nacional (National record)           | Recorde europeu       | Recorde europeu (European)            | DNF                        | Não terminou (Did not finish)             |   |                                      |
| Recorde pessoal       | Recorde pessoal do atleta (Personal best)    | Recorde da Oceania    | Recorde da Oceania (Oceania)          | DSQ / DQ                   | Desclassificado (Disqualified)            |   |                                      |
| Recorde da temporada  | Recorde da temporada do atleta (Season best) | Recorde sul-americano | Recorde sul-americano (South America) | NM                         | Sem marca (No mark)                       |   |                                      |